# Bế (họ)
Họ Bế là một họ của người Việt Nam. Họ Bế thường có trong các cộng đồng dân tộc thiểu số như Người Tày - Thái, và một số ít trong người Kinh.
Theo "Mạc tộc Việt Nam" thì khi triều đại nhà Mạc sụp đổ hồi những năm 1590 - 1600, con cháu nhà Mạc phải ly tán khắp nơi, và phải đổi họ tên để tránh bị thanh trừng. Người họ Mạc đã đổi sang 40 họ mới, trong số đó có họ Bế.

## Những người họ Bế có danh tiếng
| Họ tên         | Sinh thời | Dân tộc  | Hoạt động |
| -------------- | --------- | -------- | --- |
| Bế Văn Đàn     | 1931-1953 | Tày      | Anh hùng lực lượng vũ trang nhân dân của Quân đội nhân dân Việt Nam trong Chiến tranh Đông Dương.                             |
| Bế Văn Cấm     | ?-1967    | Tày      | Liệt sỹ Quân đội NDVN, tên được đặt cho đường Bế Văn Cấm, P. Tân Kiểng, Q. 7, Tp. Hồ Chí Minh.                                |
| Bế Kiến Quốc   | 1949-2002 | Kinh (?) | Nhà thơ, Tổng biên tập báo Người Hà Nội.                                                                                      |
| Bế Xuân Trường | 1957-...  | Tày      | Thượng tướng Quân đội NDVN, Thứ trưởng Bộ Quốc phòng (2020), Ủy viên Ban Chấp hành Trung ương, Đại biểu Quốc hội khóa 12, 13. |
| Bế Minh Đức    | 1974-...  | Tày      | Đại biểu Quốc hội Việt Nam khóa 14 nhiệm kì 2016-2021.                                                                        |